# Abahani Limited Dhaka
Dhaka Abahani Limited  (Bengaals: ঢাকা আবাহনী লিমিটেড) is een professionele sportclub in Dhaka, Bangladesh.
De club werd opgericht door de reorganisatie van Iqbal Sporting Club in 1972 door Sheikh Kamal, de oudste zoon van Sheikh Mujibur Rahman.
In het nationale voetbal won de club zesmaal de Bangladesh Premier League, een record.

## Erelijst
- Bangladesh Premier League: 2007, 2008/09, 2009/10, 2012, 2016, 2017/18
- Bangladesh Federation Cup: 1982*, 1985, 1986, 1988, 1997, 1999, 2000, 2010, 2016, 2017, 2018 (* gedeeld)